# Chiasmia grimmia
Chiasmia grimmia is een vlinder uit de familie spanners (Geometridae). De wetenschappelijke naam van deze soort is voor het eerst geldig gepubliceerd in 1872 door Wallengren.
De soort komt voor in tropisch Afrika.